# Boissonneaua
Boissonneaua (hoornkolibries) is een geslacht van vogels uit de familie kolibries (Trochilidae) en de geslachtengroep  Heliantheini (briljantkolibries). De naam van dit geslacht is een eerbetoon aan de Franse ornitholoog Auguste Boissonneau.

## Geslachten
Er zijn drie soorten in dit geslacht:
- Boissonneaua flavescens  – Bruinstaarthoornkolibrie
- Boissonneaua jardini  – Witstaarthoornkolibrie
- Boissonneaua matthewsii  – Matthews' hoornkolibrie